# Berbere
Berber (Berbisk: Imaziɣen, ⵉⵎⴰⵣⵉⵗⴻⵏ; ental: Amaziɣ, ⴰⵎⴰⵣⵉⵗ) er en betegnelse for en oprindelig befolkningsgruppe i Nordafrika. (Ordet er fra arabisk barbari, "uciviliseret", "fremmed", oprindeligt græsk, βάρβαρος bárbaros, "fremmede", "ikke-græsk", ordet "barbar" har samme rod; på berberisk bruges: imazighen, "frie mænd", ental amazigh) 
Befolkningen består i dag af mellem 55 og 75 millioner mennesker og omfatter personer, der har et af de omkring 30 berbersprog som modersmål. Sproggruppen tilhører den afroasiatiske sprogfamilie. Berberne er opdelt i flere etniske grupper som hovedsageligt er bosat i Marokko, Algeriet, Tunesien (herunder Djerba) og i Sahara. Berberne har traditionelt været bofaste agerbrugere, og de fleste berbersamfund befinder sig i bjergegnene i nærheden af Middelhavet eller i oaser. Tuaregerne i det sydlige Sahara er nomader.
Berbernes oprindelse er usikker, men de har med stor sandsynlighed udgjort den dominerende befolkningsgruppe i det nordlige Afrika fra omkring 1500 f.Kr.. Først med den arabiske indvandring i 12. århundrede blev berberne fortrængt til bjerg- og ørkenområderne. De fleste er i dag muslimer og majoriteten taler både berbisk og arabisk. Hovedparten af berberne lever i Marokko, hvor de udgør 33% af befolkningen, dernæst i Algeriet (40-45%) og resten i Tunesien og Libyen. Statistikken er behæftet med stor usikkerhed, især fordi mange nordafrikanere af berberisk afstamning betragter sig selv som arabere.
Den største etniske gruppe udgøres af kabylerne i det nordlige Algeriet. Den omfatter omkring 4 millioner mennesker og de har i høj grad bevaret deres eget sprog og kultur. Andre betydende grupper er shluh og rifkabylerne i Marokko, chaouia i Algeriet og tuaregerne i Sahara. En del af befolkningen på de Kanariske Øer nedstammer fra den oprindelige guanchebefolkning, som antages at være berberisk. Desuden findes der omtrent 3 millioner berbere i Europa, hovedparten i Frankrig og Nederlandene.
I de seneste tiår er de politiske modsætninger mellem de nordafrikanske regeringer og berberne forøget. Det er forbudt at give børn berberiske navne i Marokko.

## Historie

### Berbernes oprindelse
Der findes ingen sikker viden om berbernes oprindelse; såvel lingvistiske som genetiske studier bekræfter til en vis grad berbernes egen tradition om et ophav på den Arabiske halvø, men også en kraftig påvirkning fra andre kulturer og sprog. Den neolitiske kultur, der eksisterede i Nordafrika mellem 10 000 f.v.t.-6 000 f.Kr. er ofte blevet associeret med berberne, men arkæologiske studier har ikke kunnet bekræfte denne forbindelse. Lingvistiske studier viser dog en forbindelse mellem berberisk og de nubiske sprog. Genetisk er der stor variation mellem de forskellige berbergrupper.

### Berberne og islams udbredelse
I modsætning til tidligere invasioner og koloniseringer fik den arabisk/muslimske udbredelse i Nordafrika en meget dybtgående indvirken på området. Den nye trosform påvirkede stort set alle dele af samfundet, den førte hære med sig, og især religiøse autoriteter som førte til, at den gamle stammeloyalitet blev afløst af nye sociale og politiske strukturer. Islamiseringen og arabiseringen af regionen var dog en langvarig og kompliceret proces. Nomaderne lod sig hurtigt omvende og assisterede gerne de arabiske invasionshære, mens de kristne og jødiske grupper forblev en dominerende gruppe helt frem til det almohadiske dynasti i 1100-tallet.
Den første arabiske militære ekspedition vest for Egypten i 642-669 var begyndelsen på islams spredning i Nordafrika. De første togter skete fra baser i Egypten, og var et resultat af lokale initiativer snarere end af centrale ordrer fra kaliffen. Da umayyaderne i 661-750 flyttede Islams hovedstad fra Medina til Damaskus gjorde deres stræben efter at dominere Middelhavet det strategisk nødvendigt at flytte indflydelsessfære mod vest i Afrika. 670 blev der etableret en arabisk hær under Uqba ibn Nafis kommando i byen Kairouan (ca. 160 kilometer syd for Tunis) som fungerede som base for fortsatte militære operationer mod vest.
Uqbas efterfølger Abu al-Muhajir Dinar videreførte ekspansionen vestpå i Algeriet, hvor det lykkedes ham at indgå en overenskomst med lederen af det kristne berbiske stammeforbund, Kusayla, han konverterede i den forbindelse til islam. Deres hidtidige hovedstad Tlemcen blev ødelagt og en ny blev etableret i Takiwan nær Kairouan. Der opstod dog komplikationer og berbiske og arabiske styrker skiftedes til at kontrollere området frem til 697. I 711 var det lykkedes umayyaderne, med berbernes støtte, at tage kontrollen over hele Nordafrika. Fra Kairouan styrede kalifatets guvernører nu over hele Ifriqiya, en provins som strakte sig fra det vestlige Libyen til det østlige Algeriet.
Til trods for at berberne tog islam til sig, betød det ikke, at de støttede det arabiske kalifat fuldt ud. Araberne behandlede de nyomvendte som andenrangs muslimer og de blev ofte tynget af høje skatter, eller tilmed gjorde dem til slaver. Den udbredte misfornøjelse med kalifatet førte 739-40 til en åben revolte, der blev afsluttet ved at den dominerende stamme Kharijiterne indgik en fredsaftale med umayyaderne. Deres egalitære idéer tiltrak mange berbere; fx mente kharijiterne at alle muslimer kunne blive valgt som kalif uanset race, ophav eller slægtskab med profeten Muhammed. Efter revolten etablerede kharijiterne en række semi-uafhængige teokratiske stammeriger som almindeligvis fik en kort og dramatisk levetid. Nogle af dem, fx Sijilmasa og Tlemcen som lå ved vigtige handelsveje, viste sig dog mere livskraftige.
I 750 flyttede umayyadernes efterfølgere, Abbasiderne, kalifatets hovedstad til Bagdad og de forsøgte at genindføre en stærkere kontrol over provinsen gennem udnævnelsen af en ny guvernør, Ibrahim ibn al Aghlab. Han etablerede et lokalt dynasti, Aghlabiderne, som, selvom de officielt tjente kaliffen i praksis, regerede deres provins som et selvstændigt rige frem til 909 og deres hovedstad i Kairouan blev et vigtigt kulturelt centrum.
Vest for aghlabiderne etablerede Abd ar-Rahman ibn Rustam et rige og fra sin hovedstad, Tiaret, sydvest for Algier kontrollerede han store dele af Maghreb. Rustamideriget blev i perioden 761-909 styret af kharijitiske imamer, der blev valgt af indflydelsesrige medborgere. Disse imamer blev især kendt for deres ærlighed, fromhed og retsjundskab, og Tiaret var et betydende lærdomssted for matematik, astronomi og astrologi udover teologi og jura. I 909 blev den sidste rustamide styrtet af de egyptiske Fatimider.

### Berberne og al-Andalus
Majoriteten af de muslimer, der tog del i erobringen af Spanien i 711, var berbere, og de blev ledet af den berbiske feltherre Tariq ibn Zyiad og den nordafrikanske vicekonge Musa ibn Nusayr. Denne erobring førte til etableringen af et muslimsk rige på den Iberiske halvø, kaldet al-Andalus, som i flere omgange blev domineret af berbiske dynastier. Den centrale magt i al-Andalus brød sammen i 11. århundrede og en række muslimske småkongedømmer (Taifarigerne) opstod i dens sted, flere af dem var regeret af berbiske herskere, fx de ziridiske konger i Granada. Al-Andalus blev for en tid genforenet da de berbiske almoravider (fra vore dages Mauretanien) tog kontrollen over hele det muslimske Spanien. De blev efterfulgt af almoraderne, dog uden at det lykkedes dem at holde riget samlet.
Etniske modsætninger havde stor politisk betydning i al-Andalus, og berberne var i det sociale hierarki placeret mellem det arabiske Aristokrati og de så kaldte Muladi, den indfødte befolkning som var konverteret til islam. Berbiske indvandrere slog sig især ned i bjergegnene i Kantabrien og Andalusien.

## Berberiet
Berberiet (eller barbareskstaterne) er et tidligere almindeligt brugt navn for de fire stater i Nordvestafrika: Marokko, Algier, Tunis og Tripolis. Navnet stammer fra den derboende folkestamme, berberne.